# Parallelia missionarii
Parallelia missionarii là một loài bướm đêm trong họ Erebidae.